# 西巴拉島
西巴拉島是蘇格蘭的島嶼，位於大西洋海域，屬於昔德蘭群島的一部分，長10公里、寬2公里，面積7.43平方公里，最高點海拔高度56米，2001年人753。
60°4′32″N 1°20′16″W / 60.07556°N 1.33778°W